# جون إتش ويندر
جون إتش ويندر (بالإنجليزية: John H. Winder)‏ هو ضابط أمريكي، ولد في 7 فبراير 1800 في مقاطعة سومرست في الولايات المتحدة، وتوفي في 21 فبراير 1865 في فلورنس في الولايات المتحدة.